# La Sad
La Sad ist eine italienische Pop-Punk-Band, die 2020 in Mailand gegründet wurde.

## Bandgeschichte
Die drei Bandmitglieder hatten unterschiedliche Vorgeschichten: Der Sänger und Gitarrist Theø aus Brescia war davor in der Metalcore-Band Upon This Dawning und im Trap-Duo Danien & Theø, Plant (aus Apulien) war als Rapper aktiv und der Veneter Fiks als Emo-Sänger. Die drei schlossen sich schließlich in Mailand zusammen und debütierten im August 2020 mit der Single Summersad.
Nach einer Reihe von Singles erschien Anfang 2022 das Debütalbum Sto nella Sad. 2023 unternahm die Gruppe ihre erste Tournee durch Italien und trat auch im europäischen Ausland auf. Im selben Jahr war La Sad in der Show von Alessandro Cattelan auf Rai 2 zu Gast, wo sie die neue Single Toxic vorstellte. Das Lied erreichte anschließend die Singlecharts und wurde mit einer Goldenen Schallplatte ausgezeichnet. Auch das Debütalbum erreichte in einer erweiterten Version erneut die italienischen Albumcharts.
Im Sommer 2023 organisierte die Gruppe das Festival Summersadfest in Segrate, bei dem auch internationale Gäste wie Mod Sun oder Beauty School Dropout auftraten. Beim Festival Love Mi trat La Sad zusammen mit J-Ax auf. Ende des Jahres veröffentlichte die Band eine Single in Zusammenarbeit mit der Gruppe bnkr44. Am Sanremo-Festival 2024 wird La Sad erstmals teilnehmen.

## Diskografie

### Alben
| Jahr | Titel Musiklabel                    | Höchstplatzierung, Gesamtwochen, AuszeichnungChartsChartplatzierungen (Jahr, Titel, Musiklabel, Platzierungen, Wochen, Auszeichnungen, Anmerkungen) | Anmerkungen                                              |
| Jahr | Titel Musiklabel                    | IT | Anmerkungen                                              |
| ---- | ----------------------------------- | --- | -------------------------------------------------------- |
| 2022 | Sto nella Sad La Sad Ent. (Believe) | IT30 Gold · (12 Wo.)IT | Erstveröffentlichung: 14. Januar 2022 Verkäufe: + 25.000 |
| 2024 | Odio la sad La Sad Ent. (Believe)   | IT3 (7 Wo.)IT | Erstveröffentlichung: 5. April 2024                      |

### Singles (Auswahl)
| Jahr | Titel Album                  | Höchstplatzierung, Gesamtwochen, AuszeichnungChartsChartplatzierungen (Jahr, Titel, Album, Platzierungen, Wochen, Auszeichnungen, Anmerkungen) | Anmerkungen                                                                                  |
| Jahr | Titel Album                  | IT | Anmerkungen                                                                                  |
| --- | ---------------------------- | --- | -------------------------------------------------------------------------------------------- |
| 2024 | Autodistruttivo Odio la sad  | IT17 Platin · (11 Wo.)IT | Erstveröffentlichung: 7. Februar 2024 Verkäufe: + 100.000; Beitrag zum Sanremo-Festival 2024 |
| Folgende Lieder erschienen nicht als Single, wurden aber durch das Album zum Download und Streaming bereitgestellt und konnten somit eine Platzierung erlangen: |                              | |                                                                                              |
| |                              | |                                                                                              |
| 2023 | Toxic Sto nella Sad (Deluxe) | IT35 Platin · (7 Wo.)IT | Verkäufe: + 100.000                                                                          |
| 2024 | Maledetta vita Odio la sad   | IT89 (1 Wo.)IT | feat. Pinguini Tattici Nucleari                                                              |

## Belege
1. ↑  Dai Blink 182 e il lockdown nasce La Sad, la nuova band emo italiana: "È la wave 2000". In: deejay.it. 17. Dezember 2021, abgerufen am 6. August 2023.
2. ↑  In attesa dei live La Sad pubblica il debut album... "Sto nella sad". In: All Music Italia. 12. Januar 2022, abgerufen am 6. August 2023.
3. ↑  LA SAD da gennaio partono i concerti del tour. In: Newsic. 19. Dezember 2022, abgerufen am 3. Dezember 2023.
4. ↑  GiacomoDebe: LA SAD - Toxic. In: Radio Coop. 19. Februar 2023, abgerufen am 3. Dezember 2023 (italienisch).
5. ↑  LA SAD torna con "Sto nella sad Deluxe" con Villabanks, Youv Dee e Steven Moses. In: All Music Italia. 15. Dezember 2022, abgerufen am 6. August 2023.
6. ↑  SUMMERSADFEST: guarda le foto del concerto al Circolo Magnolia di Milano. In: Rockon.it. 30. Juni 2023, abgerufen am 3. Dezember 2023.
7. ↑  Jacopo D’Antuono: Chi sono La Sad. A Love Mi 2023 il duetto con gli Articolo 31, il web perplesso: "Ma sono famosi?" In: IlSussidiario.net. 27. Juni 2023, abgerufen am 6. August 2023.
8. ↑  Alessandro Alicandri: Chi sono i La Sad, in gara a Sanremo 2024. In: Sorrisi.com. 3. Dezember 2023, abgerufen am 3. Dezember 2023 (italienisch).
9. ↑  Alben von Theø, Plant & Fiks. In: italiancharts.com. Hung Medien, abgerufen am 3. Dezember 2023.
10. 1 2 3  Certificazioni. FIMI, abgerufen am 9. Oktober 2024 (italienisch).
11. ↑  Archivio classifiche Top Singoli. FIMI, abgerufen am 9. Oktober 2024 (italienisch).